# Tigre de Bali
Panthera tigris balica
Sous-espèce
Répartition géographique
Statut CITES
Statut de conservation UICN

 EX  : Éteint
Le Tigre de Bali, Panthera tigris balica, harimau Bali en indonesien (ou samong dans l'ancien balinais), est une sous-espèce éteinte de tigres, endémique de l'île de Bali en Indonésie. C'est une des 3 sous-espèces de tigre disparues avec le tigre de la Caspienne et le tigre de Java. Le tigre de Bali s'est éteint fin 1937.
Compte tenu de la petite taille de l'île et des limites de l'habitat forestier, la survie à l'état sauvage du tigre à Bali est considérée comme non envisageable aujourd'hui.

## Caractéristiques

### Poids
Son poids est le plus faible des sous-espèces de tigre, et plutôt comparable à celui du léopard africain ou du cougar nord-américain en termes de taille :
- mâle adulte : 90 à 100 kg.
- femelle adulte : 65 à 80 kg.

### Longueur
- mâle adulte : 2,20 à 2,30 m.
- femelle adulte : 1,90 à 2,00 m.

### Apparence
Le tigre de Bali avait une courte fourrure de la même couleur que ses cousins tigres, avec moins de bandes que les autres sous-espèces de tigres. Parfois, entre les bandes, il y avait des petites taches noires. La tête comportait également des motifs propres à cette espèce.

### Longévité
- Durée de vie : 10 à 15 ans.

### Proies/Prédateurs
- Proies : en majorité des mammifères.
- Prédateurs : l'humain

### Reproduction
- Durée de gestation : 100 à 110 jours (103 en moyenne (3 mois et demi).
- Portée : 2 à 3 nouveau-nés, aveugles à la naissance et pesant 1 à 1,5 kg.
- Maturité : 18 à 24 mois.

## Histoire de la chasse au tigre de Bali et de son extinction
Le tigre occupe une place particulière dans les contes populaires et les arts traditionnels balinais, comme les peintures Kamasan de l'ancien royaume de Gelgel (actuellement kabupaten de Klungkung). Toutefois, elles ont été considérées comme une incitation à la destruction au cours de la période d'extinction de cette espèce.
Parmi les rares documents restant à ce sujet, le plus complet a été réalisé par le baron hongrois Oszkár Vojnich, qui a piégé, chassé et même photographié un tigre de Bali. Dans son livre In The East Indian Archipel, il raconte avoir abattu un spécimen adulte de la région nord-ouest, entre Gunung Gondol et Banyupoh River, le 3 novembre 1911. Selon le même livre, la technique de chasse favorite consistait à utiliser un grand piège en acier dissimulé par une chèvre ou un muntjac servant d'appât, puis à tirer à bout portant sur le tigre. Cette technique a porté un coup dur aux rares tigres survivants.
Au cours de la période coloniale néerlandaise, des européens en provenance de l'Ile de Java ont organisé des parties de chasse désastreuses. Ils étaient inspirés par une mentalité destructrice, à l'instar d'E. Munaut, armurier de Surabaya qui a massacré plus de 20 tigres de Bali en quelques années.
Le dernier survivant était une femelle adulte, tuée le 27 septembre 1937 à Sumbar Kima (ouest de Bali). Depuis, des missions d'observation ont été organisées, mais sans succès, essentiellement par des agents forestiers en 1952, 1970 et 1972.
Les derniers survivants ont été retranchés dans la partie ouest de l'île, notamment dans la zone qui deviendra le Parc national de Bali Barat à partir de 1947. Une mesure tardive pour le tigre de Bali, mais pas pour des espèces actuellement en danger telles que l'étourneau de Bali.
Aujourd'hui, les chances de survie du tigre à l'état sauvage sont de toute façon très minces, en raison de la pression démographique et du tourisme de masse sur l'île.

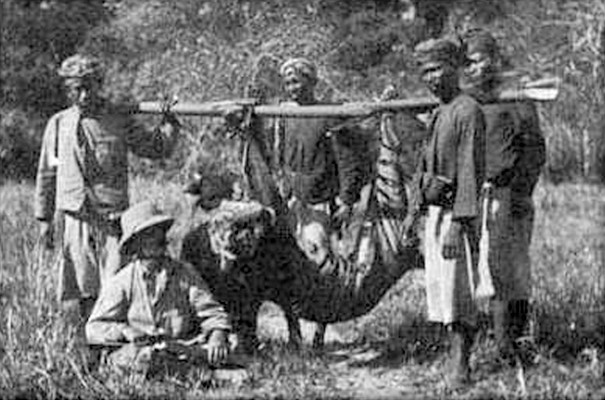
Tigre de Bali abattu à Gunung Gondol (nord-ouest de Bali, novembre 1911)

Le tigre de Bali n'a malheureusement jamais pu être capturé vivant, ni filmé. Mais quelques crânes, des peaux et des ossements sont conservés dans les musées. Le musée d'histoire naturelle de Londres détient la plus grande collection, avec deux peaux et trois crânes. Le musée Senckenberg de Francfort, le musée national d'histoire naturelle de Stuttgart et le centre de biodiversité Naturalis de Leyde exposent d'autres pièces. Le musée zoologique de Bogor, en Indonésie, possède des restes du dernier tigre balinais. En 1997, un crâne, issu de l'ancienne collection du musée hongrois d'histoire naturelle, a été examiné et fait l'objet d'une publication scientifique.
Contrairement à la chasse au cerf qu'ils maîtrisent très bien, peu de Balinais se sont lancés à celle du tigre, dont le danger est l'origine de superstitions maléfiques. Pourtant, le tigre occupe une bonne place dans les croyances traditionnelles et la magie. Par exemple, les Balinais considéraient la poudre de moustaches de tigre comme un violent poison indétectable par son ennemi. Et les bébés balinais recevaient un collier d'amulettes de protection, à base de corail noir et « d'une dent ou d'un morceau d'os de tigre ».
Comme dans les autres pays asiatiques, de nombreux balinais aiment porter des bijoux fabriqués avec des pièces de tigre (colliers de dents et de griffes), pour leur statut ou pour des raisons spirituelles (puissance et protection). Comme le tigre a disparu sur les deux îles voisines Bali et Java, ils recyclent les pièces anciennes, ou bien utilisent le léopard ou l'ours malais comme substituts.

## Statut de conservation
L'Union internationale pour la conservation de la nature (UICN) classe le Tigre de Bali comme une espèce éteinte (EX).